# Sawyer Sweeten
Sawyer Storm Sweeten (Brownwood, 12 mei 1995 – Austin, 23 april 2015) was een Amerikaans (kind)acteur.
In Nederland werd hij voornamelijk bekend door zijn rol als Geoffrey Barone in de sitcom Everybody Loves Raymond.
Toen hij, en zijn tweelingbroer Sullivan, zes maanden oud waren verhuisde het hele gezin naar Californië waar ze gingen wonen in Riverside. Niet lang daarna kregen ze beiden een rol in de serie Everybody Loves Raymond dat liep van 1996 tot 2005.
Sawyer speelde daarna nog in Frank McKlusky, C.I. (2002).
Op 19-jarige leeftijd maakte hij een einde aan zijn leven door zichzelf door het hoofd te schieten tijdens een familiebezoek.